# Duncan Gregory

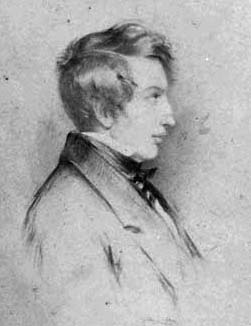

Duncan Farquharson Gregory (Edinburgh, 13 april 1813 – aldaar, 23 februari 1844) was een Britse wiskundige. Hij was een achter-achterkleinzoon van James Gregory. 
Vanaf 1833 studeerde hij aan Trinity College aan de Universiteit van Cambridge. Zijn interesse ging uit naar de wiskunde, de scheikunde, de natuurkunde, de sterrenkunde en de plantkunde. In 1837 behaalde hij aan Trinity College een Bachelor of Arts, en in 1841 een Master of Arts-titel. Vanaf 1840 werd hij assistent-tutor aan Trinity College. Vanaf dat moment wijdde hij zich volledig aan de wiskunde. Hij was de eerste hoofdredacteur van het wiskundig tijdschrift, de Cambridge Mathematical Journal. Zijn slechte gezondheid speelde hem echter parten en hij keerde terug naar zijn ouderlijk huis in Edinburgh, waar hij op dertigjarige leeftijd overleed.
Zijn belangrijkste bijdrage aan de wiskunde betreft de definitie van operaties tussen combinaties in algebraïsche zin. Zijn werk borduurde voort op het werk van George Peacock en had grote invloed op de studies van zijn vriend George Boole. 
Hij heeft twee werken gepubliceerd die grote invloed hebben gehad: een verhandeling over de differentaal- en integraalrekening, die sterk heeft bijgedragen aan de invoering in Engeland van infinitisemaalberekeningen; het tweede onder auspiciën van de "Analytical Society" van Peacock, John Herschel en Charles Babbage. Dit tweede, werk, over de toepassing van de algebraïsche meetkunde is postuum afgerond en gepubliceerd. 

## Externe bronnen
- Biografie van Duncan Gregory op MacTutor
- A Treatise on the Application of Analysis to Solid Geometry (Cambridge, Deighton, 1852)
- Examples of the Processes of the Differential and Integral Calculus (Cambridge University Press, 1846)